# Byszwałd
Byszwałd (Duits: Bischwalde) is een plaats in het Poolse district  Iławski, woiwodschap Ermland-Mazurië. De plaats maakt deel uit van de gemeente Lubawa en telt 550 inwoners.